# Stadtkind
Stadtkind è il primo album in studio della musicista e disc jockey tedesca Ellen Allien, pubblicato nel 2001.

## Tracce
1. Send – 6:27
2. Fensterbrettmusik – 5:19
3. Tief in mir – 5:05
4. Stadtkind – 5:14
5. Shorty – 3:40
6. Funkenflug der träume – 4:21
7. Salzsee – 4:30
8. Licht – 5:03
9. Wolken ziehen – 5:30
10. Trust and ... – 3:20
11. Data Romance – 4:02